# Monster Energy Nascar Cup Series 2017
Monster Energy NASCAR Cup Series 2017 var den 69:e upplagan av den främsta divisionen av professionell stockcarracing i USA som arrangeras av National Association for Stock Car Auto Racing. Ny huvudsponsor för säsongen var Monster Energy som ersatte Sprint efter att dess kontrakt löpt ut. Titelförsvarare var Jimmie Johnson och Hendrick Motorsports.
Säsongen startade på Daytona International Speedway med uppvisningsloppen Advance Auto Parts Clash 19 februari  och Can-Am Duel 23 februari, vilket även var kvallopp till den 59:e upplagan av Daytona 500. Säsongen avslutades 19 november på Homestead-Miami Speedway med Ford Ecoboost 400. Mästerskapet vanns av Martin Truex Jr. och Furniture Row Racing.

## Tävlingskalender
| Nr                                                                                 | Officiellt namn                            | Bana                                                   | Datum        | Tid   | TV-kanal |
| ---------------------------------------------------------------------------------- | ------------------------------------------ | ------------------------------------------------------ | ------------ | ----- | -------- |
|                                                                                    | Advance Auto Parts Clash                   | Daytona International Speedway, Daytona Beach, Florida | 19 februari  | 11:35 | FS1      |
|                                                                                    | Can-Am Duel                                | Daytona International Speedway, Daytona Beach, Florida | 23 februari  | 19:00 | FS1      |
| 1                                                                                  | Daytona 500                                | Daytona International Speedway, Daytona Beach, Florida | 26 februari  | 14:00 | Fox      |
| 2                                                                                  | Folds of Honor Quiktrip 500                | Atlanta Motor Speedway, Hampton Georgia                | 5 mars       | 14:30 | Fox      |
| 3                                                                                  | Kobalt 400                                 | Las Vegas Motor Speedway, Las Vegas Nevada             | 12 mars      | 15:30 | Fox      |
| 4                                                                                  | Camping World 500                          | Phoenix International Raceway, Avondale, Arizona       | 19 mars      | 15:30 | Fox      |
| 5                                                                                  | Auto Club 400                              | Auto Club Speedway, Fontana, Kalifornien               | 26 mars      | 15:30 | Fox      |
| 6                                                                                  | STP 500                                    | Martinsville Speedway, Ridgeway, Virginia              | 2 april      | 14:00 | FS1      |
| 7                                                                                  | O'Reilly Auto Parts 500                    | Texas Motor Speedway, Fort Worth, Texas                | 9 april      | 13:30 | Fox      |
| 8                                                                                  | Food City 500                              | Bristol Motor Speedway, Bristol, Tennessee             | 24 april     | 13:00 | Fox      |
| 9                                                                                  | Toyota Owners 400                          | Richmond Raceway, Richmond, Virginia                   | 30 april     | 14:00 | Fox      |
| 10                                                                                 | GEICO 500                                  | Talladega Superspeedway, Lincoln, Alabama              | 7 maj        | 14:00 | Fox      |
| 11                                                                                 | Go Bowling 400                             | Kansas Speedway, Kansas City, Kansas                   | 13 maj       | 19:30 | FS1      |
|                                                                                    | Monster Energy Open                        | Charlotte Motor Speedway, Concord, North Carolina      | 20 maj       | 18:00 | FS1      |
|                                                                                    | Monster Energy NASCAR All-Star Race        | Charlotte Motor Speedway, Concord, North Carolina      | 20 maj       | 20:00 | FS1      |
| 12                                                                                 | Coca-Cola 600                              | Charlotte Motor Speedway, Concord, North Carolina      | 28 maj       | 18:00 | Fox      |
| 13                                                                                 | AAA 400 Drive for Autism                   | Dover International Speedway, Dover, Delaware          | 4 juni       | 13:00 | FS1      |
| 14                                                                                 | Axalta presents the Pocono 400             | Pocono Raceway, Long Pond, Pennsylvania                | 11 juni      | 15:00 | FS1      |
| 15                                                                                 | Firekeepers Casino 400                     | Michigan International Speedway, Brooklyn, Michigan    | 18 juni      | 15:00 | FS1      |
| 16                                                                                 | Toyota/Save Mart 350                       | Sonoma Raceway, Sonoma, Kalifornien                    | 25 juni      | 15:00 | FS1      |
| 17                                                                                 | Coke Zero 400                              | Daytona International Speedway, Daytona Beach, Florida | 1 juli       | 19:30 | NBC      |
| 18                                                                                 | Quaker State 400                           | Kentucky Speedway, Sparta, Kentucky                    | 8 juli       | 19:30 | NBCSN    |
| 19                                                                                 | Overton's 301                              | New Hampshire Motor Speedway, Loudon, New Hampshire    | 16 juli      | 15:00 | NBCSN    |
| 20                                                                                 | Brantley Gilbert Big Machine Brickyard 400 | Indianapolis Motor Speedway, Speedway, Indiana         | 23 juli      | 14:30 | NBC      |
| 21                                                                                 | Overton's 400                              | Pocono Raceway, Long Pond, Pennsylvania                | 30juli       | 15:00 | NBCSN    |
| 22                                                                                 | I Love New York 355 at The Glen            | Watkins Glen International, Watkins Glen, New York     | 6 augusti    | 15:00 | NBCSN    |
| 23                                                                                 | Pure Michigan 400                          | Michigan International Speedway, Brooklyn, Michigan    | 13 augusti   | 15:00 | NBCSN    |
| 24                                                                                 | Bass Pro Shops NRA Night Race              | Bristol Motor Speedway, Bristol, Tennessee             | 19 augusti   | 19:30 | NBC      |
| 25                                                                                 | Bojangles' Southern 500                    | Darlington Raceway, Darlington, South Carolina         | 3 september  | 18:00 | NBCSN    |
| 26                                                                                 | Federated Auto Parts 400                   | Richmond Raceway, Richmond, Virginia                   | 9 september  | 19:30 | NBCSN    |
| NASCAR playoffs                                                                    |                                            |                                                        |              |       |          |
| Första elimineringsrundan med 16 förare kvar med möjlighet att vinna mästerskapet. |                                            |                                                        |              |       |          |
| 27                                                                                 | Tales of the Turtles 400                   | Chicagoland Speedway, Joliet, Illinois                 | 17 september | 15:00 | NBCSN    |
| 28                                                                                 | ISM Connect 300                            | New Hampshire Motor Speedway, Loudon, New Hampshire    | 24 september | 14:00 | NBCSN    |
| 29                                                                                 | Apache Warrior 400                         | Dover International Speedway, Dover, Delaware          | 1 oktober    | 14:00 | NBCSN    |
| Andra elimineringsrundan med 12 förare kvar med möjlighet att vinna mästerskapet.  |                                            |                                                        |              |       |          |
| 30                                                                                 | Bank of America 500                        | Charlotte Motor Speedway, Concord, North Carolina      | 8 oktober    | 14:00 | NBC      |
| 31                                                                                 | Alabama 500                                | Talladega Superspeedway, Lincoln, Alabama              | 15 oktober   | 14:00 | NBC      |
| 32                                                                                 | Hollywood Casino 400                       | Kansas Speedway, Kansas City, Kansas                   | 22 oktober   | 15:00 | NBCSN    |
| Tredje elimineringsrundan med 8 förare kvar med möjlighet att vinna mästerskapet.  |                                            |                                                        |              |       |          |
| 33                                                                                 | First Data 500                             | Martinsville Speedway, Ridgeway, Virginia              | 29 oktober   | 15:00 | NBCSN    |
| 34                                                                                 | AAA Texas 500                              | Texas Motor Speedway, Fort Worth, Texas                | 5 november   | 14:00 | NBCSN    |
| 35                                                                                 | Can-Am 500                                 | Phoenix International Raceway, Avondale, Arizona       | 12 november  | 14:30 | NBC      |
| Finallopp med 4 förare kvar med möjlighet att vinna mästerskapet.                  |                                            |                                                        |              |       |          |
| 36                                                                                 | Ford Ecoboost 400                          | Homestead-Miami Speedway, Homestead, Florida           | 19 november  | 14:30 | NBC      |

## Resultat
| Nr                                                                                 | Tävling                                    | Pole position       | Flest ledda varv         | Vinnare             | Konstruktör | Rapport |
| ---------------------------------------------------------------------------------- | ------------------------------------------ | ------------------- | ------------------------ | ------------------- | ----------- | ------- |
|                                                                                    | Advance Auto Parts Clash                   | Brad Keselowski     | Denny Hamlin             | Joey Logano         | Ford        | Rapport |
|                                                                                    | Can-Am Duel 1                              | Chase Elliott       | Brad Keselowski          | Chase Elliott       | Chevrolet   | Rapport |
|                                                                                    | Can-Am Duel 2                              | Dale Earnhardt Jr.  | Dale Earnhardt Jr.       | Denny Hamlin        | Toyota      | Rapport |
| 1                                                                                  | Daytona 500                                | Chase Elliott       | Kevin Harvick            | Kurt Busch          | Ford        | Rapport |
| 2                                                                                  | Folds of Honor Quiktrip 500                | Kevin Harvick       | Kevin Harvick            | Brad Keselowski     | Ford        | Rapport |
| 3                                                                                  | Kobalt 400                                 | Brad Keselowski     | Martin Truex Jr.         | Martin Truex Jr.    | Toyota      | Rapport |
| 4                                                                                  | Camping World 500                          | Joey Logano         | Kyle Busch               | Ryan Newman         | Chevrolet   | Rapport |
| 5                                                                                  | Auto Club 400                              | Kyle Larson         | Kyle Larson              | Kyle Larson         | Chevrolet   | Rapport |
| 6                                                                                  | STP 500                                    | Kyle Larson         | Kyle Busch               | Brad Keselowski     | Ford        | Rapport |
| 7                                                                                  | O'Reilly Auto Parts 500                    | Kevin Harvick       | Ryan Blaney              | Jimmie Johnson      | Chevrolet   | Rapport |
| 8                                                                                  | Food City 500                              | Kyle Larson         | Kyle Larson              | Jimmie Johnson      | Chevrolet   | Rapport |
| 9                                                                                  | Toyota Owners 400                          | Matt Kenseth        | Matt Kenseth             | Joey Logano         | Ford        | Rapport |
| 10                                                                                 | GEICO 500                                  | Ricky Stenhouse Jr. | Kyle Busch               | Ricky Stenhouse Jr. | Ford        | Rapport |
| 11                                                                                 | Go Bowling 400                             | Ryan Blaney         | Martin Truex Jr.         | Martin Truex Jr.    | Toyota      | Rapport |
|                                                                                    | Monster Energy Open                        | Clint Bowyer        | Clint Bowyer Ryan Blaney | Daniel Suárez       | Toyota      | Rapport |
|                                                                                    | Monster Energy NASCAR All-Star Race        | Kyle Larson         | Kyle Larson              | Kyle Busch          | Toyota      | Rapport |
| 12                                                                                 | Coca-Cola 600                              | Kevin Harvick       | Martin Truex Jr.         | Dillon              | Chevrolet   | Rapport |
| 13                                                                                 | AAA 400 Drive for Autism                   | Kyle Busch          | Kyle Larson              | Jimmie Johnson      | Chevrolet   | Rapport |
| 14                                                                                 | Axalta presents the Pocono 400             | Kyle Busch          | Kyle Busch               | Ryan Blaney         | Ford        | Rapport |
| 15                                                                                 | Firekeepers Casino 400                     | Kyle Larson         | Kyle Larson              | Kyle Larson         | Chevrolet   | Rapport |
| 16                                                                                 | Toyota/Save Mart 350                       | Kyle Larson         | Martin Truex Jr.         | Kevin Harvick       | Ford        | Rapport |
| 17                                                                                 | Coke Zero 400                              | Dale Earnhardt Jr.  | Brad Keselowski          | Ricky Stenhouse Jr. | Ford        | Rapport |
| 18                                                                                 | Quaker State 400                           | Kyle Busch          | Martin Truex Jr.         | Martin Truex Jr.    | Toyota      | Rapport |
| 19                                                                                 | Overton's 301                              | Martin Truex Jr.    | Martin Truex Jr.         | Denny Hamlin        | Toyota      | Rapport |
| 20                                                                                 | Brantley Gilbert Big Machine Brickyard 400 | Kyle Busch          | Kyle Busch               | Kasey Kahne         | Chevrolet   | Rapport |
| 21                                                                                 | Overton's 400                              | Kyle Busch          | Kyle Busch               | Kyle Busch          | Toyota      | Rapport |
| 22                                                                                 | I Love New York 355 at The Glen            | Kyle Busch          | Martin Truex Jr.         | Martin Truex Jr.    | Toyota      | Rapport |
| 23                                                                                 | Pure Michigan 400                          | Brad Keselowski     | Brad Keselowski          | Kyle Larson         | Chevrolet   | Rapport |
| 24                                                                                 | Bass Pro Shops NRA Night Race              | Erik Jones          | Erik Jones               | Kyle Busch          | Toyota      | Rapport |
| 25                                                                                 | Bojangles' Southern 500                    | Kevin Harvick       | Kyle Larson Denny Hamlin | Denny Hamlin        | Toyota      | Rapport |
| 26                                                                                 | Federated Auto Parts 400                   | Matt Kenseth        | Martin Truex Jr.         | Kyle Larson         | Chevrolet   | Rapport |
| Monster Energy NASCAR Cup Series Playoffs                                          |                                            |                     |                          |                     |             |         |
| Första elimeneringsrundan med 16 förare kvar med möjlighet att vinna mästerskapet. |                                            |                     |                          |                     |             |         |
| 27                                                                                 | Tales of the Turtles 400                   | Kyle Busch          | Kyle Busch               | Martin Truex Jr.    | Toyota      | Rapport |
| 28                                                                                 | ISM Connect 300                            | Kyle Busch          | Kyle Busch               | Kyle Busch          | Toyota      | Rapport |
| 29                                                                                 | Apache Warrior 400                         | Martin Truex Jr.    | Chase Elliott            | Kyle Busch          | Toyota      | Rapport |
| Andra elimeneringsrundan med 12 förare kvar med möjlighet att vinna mästerskapet.  |                                            |                     |                          |                     |             |         |
| 30                                                                                 | Bank of America 500                        | Denny Hamlin        | Kevin Harvick            | Martin Truex Jr.    | Toyota      | Rapport |
| 31                                                                                 | Alabama 500                                | Dale Earnhardt Jr.  | Joey Logano              | Brad Keselowski     | Ford        | Rapport |
| 32                                                                                 | Hollywood Casino 400                       | Martin Truex Jr.    | Kyle Busch               | Martin Truex Jr.    | Toyota      | Rapport |
| Tredje elimeneringsrundan med 8 förare kvar med möjlighet att vinna mästerskapet.  |                                            |                     |                          |                     |             |         |
| 33                                                                                 | First Data 500                             | Joey Logano         | Kyle Busch               | Kyle Busch          | Toyota      | Rapport |
| 34                                                                                 | AAA Texas 500                              | Kurt Busch          | Martin Truex Jr.         | Kevin Harvick       | Ford        | Rapport |
| 35                                                                                 | Can-Am 500                                 | Ryan Blaney         | Denny Hamlin             | Matt Kenseth        | Toyota      | Rapport |
| Championship 4                                                                     |                                            |                     |                          |                     |             |         |
| 36                                                                                 | Ford Ecoboost 400                          | Denny Hamlin        | Kyle Larson              | Martin Truex Jr.    | Toyota      | Rapport |

## Förändringar

### Förare
- Clint Bowyer tog över bil 14 i Stewart-Haas Racing efter att Tony Stewart slutat som förare.[5]

### Team
- Stewart-Haas Racing bytte från Chevrolet till Ford.[6] Som ett led i det kom Roush-Yates att leverera custombyggda fordmotorer till teamet.[7]